# Lyon Open 2022
Lyon Open 2022, oficiálně Open Parc d'Auvergne-Rhône-Alpes-Lyon 2022, byl tenisový turnaj pořádaný jako součást mužského okruhu ATP Tour, který se odehrával v Parku Zlaté hlavy na otevřených antukových dvorcích. Probíhal mezi 15. až 21. květnem 2022 ve francouzském Lyonu jako pátý ročník turnaje.
Turnaj dotovaný 597 900 eury patřil do kategorie ATP Tour 250. Nejvýše nasazeným hráčem ve dvouhře se stal jedenáctý tenista světa Cameron Norrie z Velké británie. Jako poslední přímý účastník do hlavní singlové soutěže nastoupil 75. hráč žebříčku, Slovinec Aljaž Bedene. V důsledku invaze Ruska na Ukrajinu na konci února 2022 řídící organizace tenisu ATP, WTA a ITF s grandslamy rozhodly, že ruští a běloruští tenisté mohli dále na okruzích startovat, ale do odvolání nikoli pod vlajkami Ruska a Běloruska.
Čtvrtý singlový titul na okruhu ATP Tour a první z antuky vybojoval Cameron Norrie. Čtyřhru ovládl chorvatsko-americký pár Ivan Dodig a Austin Krajicek, jehož členové získali první společnou trofej.

## Rozdělení bodů a finančních odměn

### Rozdělení bodů
| Soutěž  | Soutěž | vítězové | finalisté | semifinalisté | čtvrtfinalisté | 16 v kole | 28 v kole | Q  | Q2 | Q1 |
| ------- | ------ | -------- | --------- | ------------- | -------------- | --------- | --------- | -- | -- | -- |
| dvouhra | [ 1 ]  | 250      | 150       | 90            | 45             | 20        | 0         | 12 | 6  | 0  |
| čtyřhra | [ 5 ]  | 250      | 150       | 90            | 45             | 0         | —         | —  | —  | —  |

### Finanční odměny
| Soutěž                                | Soutěž      | vítězové | finalisté | semifinalisté | čtvrtfinalisté | 16 v kole | 28 v kole | Q2      | Q1      |
| ------------------------------------- | ----------- | -------- | --------- | ------------- | -------------- | --------- | --------- | ------- | ------- |
| dvouhra                               | [ 1 ] [ 6 ] | 81 310 € | 47 430 €  | 27 885 €      | 16 160 €       | 9 380 €   | 5 730 €   | 2 870 € | 1 565 € |
| čtyřhra                               | [ 5 ]       | 28 250 € | 15 110 €  | 8 860 €       | 4 950 €        | 2 920 €   | —         | —       | —       |
| částka ve čtyřhrách je uvedena na pár |             |          |           |               |                |           |           |         |         |

## Mužská dvouhra

### Nasazení
| Stát                          | Hráč                | ATP | Nasazení |
| ----------------------------- | ------------------- | --- | -------- |
| Spojené království            | Cameron Norrie      | 11. | 1.       |
| Španělsko                     | Pablo Carreño Busta | 18. | 2.       |
| Francie                       | Gaël Monfils        | 21. | 3.       |
| Austrálie                     | Alex de Minaur      | 22. | 4.       |
|                               | Karen Chačanov      | 24. | 5.       |
|                               | Aslan Karacev       | 35. | 6.       |
| Argentina                     | Sebastián Báez      | 37. | 7.       |
| Španělsko                     | Pedro Martínez      | 40. | 8.       |
| Žebříček ATP k 9. květnu 2022 |                     |     |          |

### Jiné formy účasti
Následující hráči obdrželi divokou kartu do hlavní soutěže:
- Hugo Gaston
- Lucas Pouille
- Jo-Wilfried Tsonga

Následující hráč nastoupil do hlavní soutěže pod žebříčkovou ochranou:
- Aljaž Bedene

Následující hráči postoupili do hlavní soutěže z kvalifikace:
- Grégoire Barrère
- Tomás Martín Etcheverry
- Manuel Guinard
- Gilles Simon

Následující hráči postoupili do hlavní soutěže z kvalifikace:
- Michael Mmoh
- Josuke Watanuki

### Odhlášení
před zahájením turnaje
- Benjamin Bonzi → nahradil jej  Josuke Watanuki
- David Goffin → nahradil jej  Holger Rune
- Gaël Monfils → nahradil jej  Michael Mmoh
- Lorenzo Musetti → nahradil jej  Kwon Sun-u

## Mužská čtyřhra

### Nasazení
| Stát                                                                                   | Hráč            | Stát     | Hráč            | ATP  | Nasazení |
| -------------------------------------------------------------------------------------- | --------------- | -------- | --------------- | ---- | -------- |
| Chorvatsko                                                                             | Ivan Dodig      | USA      | Austin Krajicek | 67.  | 1.       |
| Argentina                                                                              | Máximo González | Brazílie | Marcelo Melo    | 72.  | 2.       |
| Belgie                                                                                 | Sander Gillé    | Belgie   | Joran Vliegen   | 97.  | 3.       |
| Švédsko                                                                                | André Göransson | Japonsko | Ben McLachlan   | 105. | 4.       |
| Žebříček ATP k 9. květnu 2022; číslo je součtem žebříčkového postavení obou členů páru |                 |          |                 |      |          |

### Jiné formy účasti
Následující páry obdržely divokou kartu do hlavní soutěže:
- Ugo Blanchet /  Albano Olivetti
- Ugo Humbert /  Tristan Lamasine

Následující páry nastoupily z pozice náhradníků:
- Jonathan Eysseric /  Adrian Mannarino
- Max Schnur /  Artem Sitak

### Odhlášení
před zahájením turnaje
- Daniel Altmaier /  Oscar Otte
- Francisco Cerúndolo /  Federico Coria → nahradili je  Max Schnur /  Artem Sitak

## Přehled finále

### Mužská dvouhra
- Cameron Norrie vs.  Alex Molčan, 6–3, 6–7(3–7), 6–1

### Mužská čtyřhra
- Ivan Dodig /  Austin Krajicek vs.  Máximo González /  Marcelo Melo, 6–3, 6–4